# Minamisanriku
Minamisanriku (南三陸町 Minamisanriku-chō?) es un pueblo localizado en la prefectura de Miyagi, Japón. En octubre de 2018 tenía una población de 11.528 habitantes y una densidad de población de 70,6 personas por km². Su área total es de 163,40 km².

## Geografía

### Municipios circundantes
- Prefectura de Miyagi
  - Kesennuma
  - Tome
  - Ishinomaki

## Demografía
Según datos del censo japonés, la población de Minamisanriku ha disminuido en los últimos años.
| Año del censo | Población |
| ------------- | --------- |
| 1995          | 20.428    |
| 2000          | 19.860    |
| 2005          | 18.645    |
| 2010          | 17.429    |
| 2015          | 12.370    |